# Bana'im
Los banaím eran una secta judía menor y una rama de los esenios durante el siglo II en Palestina.Otras sectas menores del judaísmo incluyen a los hipsistarianos, hemerobaptistas y los maghāriyas. El nombre "bana'im" aparece sólo en Mikva'ot 9:6. Los banaím pusieron gran énfasis en la limpieza de la ropa y creían que las prendas no podían tener ni siquiera una pequeña mancha de barro antes de sumergirlas en agua purificada. Existe un debate considerable sobre sus actividades en Palestina y el significado del nombre. Algunos creen que pondrían gran énfasis en el estudio de la creación del mundo mientras que otros creen que los banaím eran una orden esenia empleada con el hacha y la pala. Otros estudiosos, en cambio, han sugerido que el nombre de los banaím se deriva de la palabra griega que significa "baño". En este caso la secta sería similar a los hemerobaptistas o Tovelei Shaḥarit.